# Jean-Baptiste Colbert
Jean-Baptiste Colbert (Reims, 29 de agosto de 1619-París, 6 de septiembre de 1683) fue uno de los ministros principales del rey de Francia Luis XIV, ministro de Hacienda de 1665 a 1683, secretario de Estado de la Maison du Roi y secretario de Estado de la Marina de 1669 a 1683.
Entró al servicio del rey a la muerte de su protector Mazarino e incitó a Luis XIV a cesar a su rival Nicolas Fouquet. Inspirador y promotor de una política económica intervencionista y mercantilista (más tarde conocida como colbertismo), promovió el desarrollo del comercio y la industria nacionales mediante la creación de monopolios, fábricas estatales y reales. Preparó el Código Negro, relacionado con la administración del esclavismo en las colonias.
Colbert se inspiró obviamente en los escritos de Barthélemy de Laffemas, economista y consejero de Enrique IV: Laffemas había desarrollado en particular el comercio colonial y la industria textil, los dos sectores a los que Colbert estuvo particularmente dedicado, con la gestión de las finanzas públicas, para convertirse a su vez en la eminencia gris del reino.

## Biografía

### Inicios
Era el primogénito de Nicolas Colbert y de Marie Maytorena y su familia formaba parte de la banca en la región de Champaña. A pesar de que su familia afirmaba descender de nobles escoceses, no hay ninguna prueba que lo demuestre, y la invención de antepasados nobles era una práctica corriente entre los plebeyos. No se sabe mucho acerca de su juventud, pero es probable que estudiara en un colegio de jesuitas. En 1634 trabajó con el banquero de Lyon Mascranny y luego con un notario parisino, padre de Jean Chapelain.
Pasó luego al servicio de su primo, Jean-Baptiste Colbert de Saint-Pouange, primer comisionado del departamento de guerra con Luis XIII. En 1640, a los 21 años, su padre empleó sus relaciones y su fortuna para comprarle el cargo de comisario ordinario de guerra, comisionado del Secretario de Estado de guerra, François Sublet de Noyers. Ese puesto le obligaba a inspeccionar las tropas, lo que le dio una cierta notoriedad.
En 1645, Saint-Pouange le recomendó a Michel Le Tellier, su cuñado, que trabajaba como secretario de Estado de guerra, quien lo contrató primero como secretario privado y luego en 1649 consiguió que lo nombraran consejero del rey. Poco antes, el 13 de diciembre de 1648, se había casado con Marie Charron, hija de un miembro del consejo real, que aportó una dote de 100 000 libras. Tuvieron cuatro hijos: Jeanne Marie, Jean-Baptiste (marqués de Seignelay), Jules Armand (marqués de Blainville) y Anne Marie.
En 1651, Le Tellier lo presentó al cardenal Mazarino, quien le confió la gestión de su fortuna, una de las más importantes del reino. Encargado más adelante de supervisar la gestión de las Finanzas del Estado, redactó en octubre de 1659 un memorándum sobre las malversaciones del superintendente de finanzas, Nicolas Fouquet. En él afirmaba que menos de la mitad de los impuestos recaudados llegaban hasta el rey.
Tras haber iniciado su carrera en el seno del clan Le Tellier, Colbert también ejerció el nepotismo y creó su propio clan, situando a sus familiares y amigos en puestos claves. Así colocó a su hermano Charles o a su primo, Colbert de Terron. De hecho, su clan acabó siendo rival del de Le Tellier y especialmente del secretario de Estado de guerra, François Michel Le Tellier de Louvois. En 1657 compró la baronía de Seignelay en la región de Yonne y en 1670, la baronía de Sceaux, en el sur de París. Convirtió el dominio de Sceaux en uno de los más hermosos de Francia gracias a André Le Nôtre, que diseñó los jardines, y a Charles Le Brun, que se encargó de toda la decoración tanto de los edificios como del parque.

### Ascenso al poder
El cardenal Mazarino, antes de morir, el 8 de marzo de 1661 sugirió al rey que tomara a su servicio a Colbert. El 5 de septiembre de 1661, Colbert consiguió por fin que Fouquet cayera en desgracia: D'Artagnan le detuvo en Nantes y Colbert lo sucedió a la cabeza de la administración de Finanzas, primero como intendente de finanzas y en 1665 como supervisor general. Su política consistió en dar independencia económica y financiera a Francia, en obtener una balanza de pagos excedentaria y en aumentar el producto de los impuestos. Terminó con la depredación y liquidó la deuda del Estado.
También favoreció el comercio, protegió las ciencias, las letras y las artes. En 1663 fundó la Academia de las Inscripciones y Bellas Letras. Favoreció asimismo la investigación con la creación de la Academia de Ciencias (1666), el Observatorio de París (1667) para el que se llamó a Huygens y a Cassini o la Academia real de arquitectura (1671).
En 1664 se lo nombró superintendente de Edificios y Manufacturas reales. Decidió acopiar las producciones de los países limítrofes para poder ser autosuficiente en lo que estos le proporcionaban. No dudó en contratar obreros extranjeros para iniciar esas manufacturas. Utilizó con frecuencia la adjudicación de monopolios. Restableció las manufacturas antiguas y añadió nuevas, en especial de cristales, tapices y calzado.
También dirigió la producción artística destinada a la reforma de los palacios reales, entre los que destacó el palacio de Versalles. En marzo de 1667 nombró lugarteniente de policía a Gabriel Nicolas de la Reynie, quien pasó a ser el primer policía de Francia, imponiendo su autoridad a gendarmerías y somatenes. El mismo año, el propio Colbert fue elegido miembro de la Academia francesa. Con un carácter cortante y poco elocuente, siempre vestido de negro, trabajando para el Estado desde las cinco de la madrugada, madame de Sévigné lo apodó «El Norte».
En 1668 fue nombrado secretario del Estado en la casa del rey. Convencido de la gran importancia que el comercio tiene en la economía, logró que el rey creara un Secretariado de Estado para la Marina en 1669, del que será el primer titular. Construyó una flota de guerra de 276 barcos.
Desarrolló las infraestructuras favoreciendo los intercambios comerciales: canales y rutas reales, entre otros. Plantó el bosque de las Landas para la construcción naval. Ordenó reparar las carreteras, hizo muchas más nuevas, y unió el Mediterráneo con el Atlántico por medio del canal de Languedoc.
Pavimentó e iluminó París, embelleció la ciudad con muelles, plazas públicas, puertas triunfales (en Saint-Denis y Saint-Martin); ordenó que se hiciera la columnata del Louvre y el jardín de las Tullerías.